# Martin Dúbravka
Martin Dúbravka (Žilina, 15 januari 1989) is een Slowaaks voetballer die speelt als doelman. In juli 2018 verruilde hij Sparta Praag voor Newcastle United. Dúbravka debuteerde in 2014 in het Slowaaks voetbalelftal.

## Clubcarrière
Dúbravka speelde in de jeugdopleiding van MŠK Žilina en debuteerde op 26 mei 2009 in het eerste elftal, toen met 5–2 gewonnen werd van MFK Dubnica en Dúbravka het gehele duel speelde. In zijn eerste seizoenen was de doelman reserve achter Dušan Perniš, maar na diens transfer naar Dundee United kreeg Dúbravka een basisplaats. Op 30 januari 2014 verliet hij Žilina en hij tekende bij het Deense Esbjerg fB een contract tot medio 2017. Zijn debuut voor die club maakte hij op 24 februari 2014, toen met 2–1 gewonnen werd van FC Nordsjælland. In de zomer van 2016 verliet Dúbravka Esbjerg, toen hij zijn handtekening zette onder een contract voor één seizoen bij Slovan Liberec. Na afloop van deze verbintenis werd Sparta Praag zijn nieuwe club.
Deze club verhuurde hem in januari 2018 voor een halfjaar aan Newcastle United. Op 11 februari 2018 maakte Dúbravka zijn debuut in het shirt van Newcastle United in de met 1–0 gewonnen wedstrijd tegen Manchester United. Aan het einde van het seizoen 2017/18 werd de Slowaakse doelman op definitieve basis overgenomen door Newcastle, dat circa vier miljoen euro voor hem betaalde. In Engeland zette de sluitpost zijn handtekening onder een verbintenis voor de duur van vier seizoenen. Dit contract werd in oktober 2019 met drie seizoenen verlengd tot medio 2025.
Nadat Newcastle Nick Pope had binnengehaald als nieuwe keeper, werd Dúbravka voor een jaar op huurbasis overgenomen door Manchester United, met een optie tot koop. In de winterstop werd de verhuurperiode beëindigd. Na zijn terugkeer kwam Dúbravka weer aan spelen toe bij Newcastle. Zijn aflopende verbintenis werd in februari 2025 met een jaar verlengd.

## Clubstatistieken
| Seizoen | Club                | Competitie     | Competitie | Competitie | Beker | Beker | Internationaal | Internationaal | Totaal | Totaal |
| Seizoen | Club                | Competitie     | Wed.       | Dlp.       | Wed.  | Dlp.  | Wed.           | Dlp.           | Wed.   | Dlp.   |
| ------- | ------------------- | -------------- | ---------- | ---------- | ----- | ----- | -------------- | -------------- | ------ | ------ |
| 2008/09 | MŠK Žilina          | Fortuna Liga   | 1          | 0          | 0     | 0     | —              | —              | 1      | 0      |
| 2009/10 | MŠK Žilina          | Fortuna Liga   | 26         | 0          | 0     | 0     | —              | —              | 26     | 0      |
| 2010/11 | MŠK Žilina          | Fortuna Liga   | 24         | 0          | 2     | 0     | 12             | 0              | 38     | 0      |
| 2011/12 | MŠK Žilina          | Fortuna Liga   | 8          | 0          | 0     | 0     | 2              | 0              | 10     | 0      |
| 2012/13 | MŠK Žilina          | Fortuna Liga   | 26         | 0          | 5     | 0     | 2              | 0              | 33     | 0      |
| 2013/14 | MŠK Žilina          | Fortuna Liga   | 13         | 0          | 0     | 0     | 6              | 0              | 19     | 0      |
| 2013/14 | Esbjerg fB          | Superligaen    | 15         | 0          | 0     | 0     | 2              | 0              | 17     | 0      |
| 2014/15 | Esbjerg fB          | Superligaen    | 33         | 0          | 3     | 0     | 4              | 0              | 40     | 0      |
| 2015/16 | Esbjerg fB          | Superligaen    | 18         | 0          | 0     | 0     | —              | —              | 18     | 0      |
| 2016/17 | Slovan Liberec      | Česká liga     | 28         | 0          | 0     | 0     | 9              | 0              | 37     | 0      |
| 2017/18 | Sparta Praag        | Česká liga     | 11         | 0          | 2     | 0     | 2              | 0              | 15     | 0      |
| 2017/18 | → Newcastle United  | Premier League | 12         | 0          | 0     | 0     | —              | —              | 12     | 0      |
| 2018/19 | Newcastle United    | Premier League | 38         | 0          | 0     | 0     | —              | —              | 38     | 0      |
| 2019/20 | Newcastle United    | Premier League | 38         | 0          | 1     | 0     | —              | —              | 39     | 0      |
| 2020/21 | Newcastle United    | Premier League | 13         | 0          | 1     | 0     | —              | —              | 14     | 0      |
| 2021/22 | Newcastle United    | Premier League | 26         | 0          | 1     | 0     | —              | —              | 27     | 0      |
| 2022/23 | → Manchester United | Premier League | 0          | 0          | 2     | 0     | 0              | 0              | 2      | 0      |
| 2022/23 | Newcastle United    | Premier League | 2          | 0          | 1     | 0     | —              | —              | 3      | 0      |
| 2023/24 | Newcastle United    | Premier League | 23         | 0          | 6     | 0     | 1              | 0              | 30     | 0      |
| 2024/25 | Newcastle United    | Premier League | 10         | 0          | 6     | 0     | —              | —              | 16     | 0      |
| Totaal  | Totaal              | Totaal         | 364        | 0          | 30    | 0     | 40             | 0              | 434    | 0      |

Bijgewerkt op 12 maart 2025.

## Interlandcarrière
Dúbravka debuteerde in het Slowaaks voetbalelftal op 23 mei 2014. Op die dag werd een vriendschappelijke wedstrijd tegen Montenegro met 2–0 gewonnen. De doelman mocht van bondscoach Ján Kozák in de basis beginnen en hij werd in de rust gewisseld voor mededebutant Ján Novota. De andere debutanten dit duel waren Erik Čikoš (Ross County) en Erik Sabo (Spartak Trnava). Dúbravka werd in juni 2021 door bondscoach Štefan Tarkovič opgenomen in de selectie van Slowakije voor het uitgestelde EK 2020. Op het EK werd Slowakije in de groepsfase uitgeschakeld na een overwinning op Polen (1–2) en nederlagen tegen Zweden (1–0) en Spanje (0–5). Dúbravka keepte in alle drie wedstrijden. Zijn toenmalige teamgenoten Fabian Schär (Zwitserland), Ryan Fraser (Schotland) en Emil Krafth (Zweden) waren ook actief op het toernooi.
In mei 2024 werd Dúbravka door bondscoach Francesco Calzona opgenomen in de voorselectie van Slowakije voor het EK 2024 in Duitsland. Hij werd vervolgens ook opgenomen in de definitieve selectie. Slowakije overleefde de groepsfase als een van de beste nummers drie na een overwinning op België (0–1), een nederlaag tegen Oekraïne (1–2) en een gelijkspel tegen Roemenië (1–1), waarna het in de achtste finales na een verlenging met 2–1 verloor van Engeland. Dúbravka miste op het toernooi geen minuut aan speeltijd. Zijn toenmalige clubgenoten Fabian Schär (Zwitserland), Kieran Trippier en Anthony Gordon (beiden Engeland) waren ook actief op het EK.
| Interlands van Dúbravka voor Slowakije | Interlands van Dúbravka voor Slowakije | Interlands van Dúbravka voor Slowakije   | Interlands van Dúbravka voor Slowakije | Interlands van Dúbravka voor Slowakije | Interlands van Dúbravka voor Slowakije |
| №                                      | Datum                                  | Wedstrijd                                | Uitslag                                | Competitie                             | Goals                                  |
| Als speler bij Esbjerg fB              | Als speler bij Esbjerg fB              | Als speler bij Esbjerg fB                | Als speler bij Esbjerg fB              | Als speler bij Esbjerg fB              | Als speler bij Esbjerg fB              |
| -------------------------------------- | -------------------------------------- | ---------------------------------------- | -------------------------------------- | -------------------------------------- | -------------------------------------- |
| 1                                      | 23 mei 2014                            | Slowakije – Montenegro                   | 2 – 0                                  | Vriendschappelijk                      |                                        |
| Als speler bij Slovan Liberec          |                                        |                                          |                                        |                                        |                                        |
| 2                                      | 15 november 2016                       | Oostenrijk – Slowakije                   | 0 – 0                                  | Vriendschappelijk                      |                                        |
| 3                                      | 10 juni 2017                           | Litouwen – Slowakije                     | 1 – 2                                  | WK 2018 kwalificatie                   |                                        |
| Als speler bij Sparta Praag            |                                        |                                          |                                        |                                        |                                        |
| 4                                      | 1 september 2017                       | Slowakije – Slovenië                     | 1 – 0                                  | WK 2018 kwalificatie                   |                                        |
| 5                                      | 4 september 2017                       | Engeland – Slowakije                     | 2 – 1                                  | WK 2018 kwalificatie                   |                                        |
| 6                                      | 5 oktober 2017                         | Schotland – Slowakije                    | 1 – 0                                  | WK 2018 kwalificatie                   |                                        |
| 7                                      | 8 oktober 2017                         | Slowakije – Malta                        | 3 – 0                                  | WK 2018 kwalificatie                   |                                        |
| 8                                      | 10 november 2017                       | Oekraïne – Slowakije                     | 2 – 1                                  | Vriendschappelijk                      |                                        |
| Als speler bij Newcastle United        |                                        |                                          |                                        |                                        |                                        |
| 9                                      | 22 maart 2018                          | Verenigde Arabische Emiraten – Slowakije | 1 – 2                                  | Vriendschappelijk                      |                                        |
| 10                                     | 31 mei 2018                            | Slowakije – Nederland                    | 1 – 1                                  | Vriendschappelijk                      |                                        |
| 11                                     | 9 september 2018                       | Oekraïne – Slowakije                     | 1 – 0                                  | Nations League 2018/19                 |                                        |
| 12                                     | 13 oktober 2018                        | Slowakije – Tsjechië                     | 1 – 2                                  | Nations League 2018/19                 |                                        |
| 13                                     | 16 oktober 2018                        | Zweden – Slowakije                       | 1 – 1                                  | Vriendschappelijk                      |                                        |
| 14                                     | 16 november 2018                       | Slowakije – Oekraïne                     | 4 – 1                                  | Nations League 2018/19                 |                                        |
| 15                                     | 19 november 2018                       | Tsjechië – Slowakije                     | 1 – 0                                  | Nations League 2018/19                 |                                        |
| 16                                     | 21 maart 2019                          | Slowakije – Hongarije                    | 2 – 0                                  | EK 2020 kwalificatie                   |                                        |
| 17                                     | 24 maart 2019                          | Wales – Slowakije                        | 1 – 0                                  | EK 2020 kwalificatie                   |                                        |
| 18                                     | 11 juni 2019                           | Azerbeidzjan – Slowakije                 | 1 – 5                                  | EK 2020 kwalificatie                   |                                        |
| 19                                     | 6 september 2019                       | Slowakije – Kroatië                      | 0 – 4                                  | EK 2020 kwalificatie                   |                                        |
| 20                                     | 9 september 2019                       | Hongarije – Slowakije                    | 1 – 2                                  | EK 2020 kwalificatie                   |                                        |
| 21                                     | 10 oktober 2019                        | Slowakije – Wales                        | 1 – 1                                  | EK 2020 kwalificatie                   |                                        |
| 22                                     | 16 november 2019                       | Kroatië – Slowakije                      | 3 – 1                                  | EK 2020 kwalificatie                   |                                        |
| 23                                     | 19 november 2019                       | Slowakije – Azerbeidzjan                 | 2 – 0                                  | EK 2020 kwalificatie                   |                                        |
| 24                                     | 24 maart 2021                          | Cyprus – Slowakije                       | 0 – 0                                  | WK 2022 kwalificatie                   |                                        |
| 25                                     | 6 juni 2021                            | Oostenrijk – Slowakije                   | 0 – 0                                  | Vriendschappelijk                      |                                        |
| 26                                     | 14 juni 2021                           | Polen – Slowakije                        | 1 – 2                                  | EK 2020                                |                                        |
| 27                                     | 18 juni 2021                           | Zweden – Slowakije                       | 1 – 0                                  | EK 2020                                |                                        |
| 28                                     | 23 juni 2021                           | Slowakije – Spanje                       | 0 – 5                                  | EK 2020                                |                                        |
| 29                                     | 14 november 2021                       | Malta – Slowakije                        | 0 – 6                                  | WK 2022 kwalificatie                   |                                        |
| Als speler bij Manchester United       |                                        |                                          |                                        |                                        |                                        |
| 30                                     | 17 november 2022                       | Montenegro – Slowakije                   | 2 – 2                                  | Vriendschappelijk                      |                                        |
| 31                                     | 20 november 2022                       | Slowakije – Chili                        | 0 – 0                                  | Vriendschappelijk                      |                                        |
| Als speler bij Newcastle United        |                                        |                                          |                                        |                                        |                                        |
| 32                                     | 23 maart 2023                          | Slowakije – Luxemburg                    | 0 – 0                                  | EK 2024 kwalificatie                   |                                        |
| 33                                     | 26 maart 2023                          | Slowakije – Bosnië en Herzegovina        | 2 – 0                                  | EK 2024 kwalificatie                   |                                        |
| 34                                     | 17 juni 2023                           | IJsland – Slowakije                      | 1 – 2                                  | EK 2024 kwalificatie                   |                                        |
| 35                                     | 20 juni 2023                           | Liechtenstein – Slowakije                | 0 – 1                                  | EK 2024 kwalificatie                   |                                        |
| 36                                     | 8 september 2023                       | Slowakije – Portugal                     | 0 – 1                                  | EK 2024 kwalificatie                   |                                        |
| 37                                     | 11 september 2023                      | Slowakije – Liechtenstein                | 3 – 0                                  | EK 2024 kwalificatie                   |                                        |
| 38                                     | 13 oktober 2023                        | Portugal – Slowakije                     | 3 – 2                                  | EK 2024 kwalificatie                   |                                        |
| 39                                     | 16 oktober 2023                        | Luxemburg – Slowakije                    | 0 – 1                                  | EK 2024 kwalificatie                   |                                        |
| 40                                     | 16 november 2023                       | Slowakije – IJsland                      | 4 – 2                                  | EK 2024 kwalificatie                   |                                        |
| 41                                     | 23 maart 2024                          | Slowakije – Oostenrijk                   | 0 – 2                                  | Vriendschappelijk                      |                                        |
| 42                                     | 9 juni 2024                            | Slowakije – Wales                        | 4 – 0                                  | Vriendschappelijk                      |                                        |
| 43                                     | 17 juni 2024                           | België – Slowakije                       | 0 – 1                                  | EK 2024                                |                                        |
| 44                                     | 21 juni 2024                           | Slowakije – Oekraïne                     | 1 – 2                                  | EK 2024                                |                                        |
| 45                                     | 26 juni 2024                           | Slowakije – Roemenië                     | 1 – 1                                  | EK 2024                                |                                        |
| 46                                     | 30 juni 2024                           | Engeland – Slowakije                     | 2 – 1 n.v.                             | EK 2024                                |                                        |
| 47                                     | 5 september 2024                       | Estland – Slowakije                      | 0 – 1                                  | Nations League 2024/25                 |                                        |
| 48                                     | 8 september 2024                       | Slowakije – Azerbeidzjan                 | 2 – 0                                  | Nations League 2024/25                 |                                        |
| 49                                     | 16 november 2024                       | Zweden – Slowakije                       | 2 – 1                                  | Nations League 2024/25                 |                                        |

Bijgewerkt op 12 maart 2025.